# Lensruimten van Tietze
De lensruimten van Tietze spelen een rol in de topologie, een tak van de wiskunde. Het betreft een klasse van topologische ruimten, meer bepaald topologische variëteiten, aan de hand waarvan men onder meer aantoont dat homotopie-equivalente topologische ruimten niet noodzakelijk homeomorf, d.i. topologisch equivalent, zijn.
Deze ruimten zijn genoemd naar de Oostenrijkse wiskundige Heinrich Franz Friedrich Tietze.

## Definitie
We modelleren de driedimensionale sfeer als een deelverzameling van {\displaystyle \mathbb {C} \times \mathbb {C} }:
{\displaystyle S^{3}=\left\{(z_{1},z_{2})\in \mathbb {C} \times \mathbb {C} ;|z_{1}|^{2}+|z_{2}|^{2}=1\right\}}
Zijn {\displaystyle p,q} natuurlijke getallen, {\displaystyle 1\leq q<p} en veronderstel dat {\displaystyle p} en {\displaystyle q} geen gemeenschappelijke delers hebben. Beschouw de afbeelding
{\displaystyle f:\mathbb {C} \times \mathbb {C} \to \mathbb {C} \times \mathbb {C} :(z_{1},z_{2})\mapsto \left(\exp({2\pi i \over p})z_{1},\exp({2\pi qi \over p})z_{2}\right)}
De lensruimte {\displaystyle L(p,q)} ontstaat als quotiënttopologie van {\displaystyle S^{3}} door systematisch de elementen {\displaystyle x,f(x),f(f(x)),\ldots } met elkaar te identificeren. Explicieter, {\displaystyle L(p,q)} is de partitie van de klassen van de equivalentierelatie.
{\displaystyle x\sim y\Leftrightarrow \exists n\in \mathbb {N} :f^{n}(x)=y}
Merk op dat {\displaystyle f^{p}} de identieke transformatie is, en {\displaystyle f^{-1}=f^{p-1}}.

### Voorbeelden
{\displaystyle L(1,1)} is de sfeer {\displaystyle S^{3}} zelf. (Strikt genomen voldoet dit voorbeeld niet aan de voorwaarde {\displaystyle q<p}.)
Als {\displaystyle p=2} en {\displaystyle q=1}, dan beeldt {\displaystyle f} elk element {\displaystyle (z_{1},z_{2})} op zijn tegengestelde af. De quotiëntruimte {\displaystyle L(2,1)} kan dan opgevat worden als de verzameling reële vectorrechten in {\displaystyle \mathbb {R} ^{4}\simeq \mathbb {C} ^{2}}, dat wil zeggen de projectieve driedimensionale ruimte {\displaystyle \mathbb {P} ^{3}}.

## Elementaire eigenschappen
Lensruimten zijn compacte driedimensionale topologische variëteiten.

## Homotopie-equivalentie
Men kan aantonen dat de fundamentaalgroep van {\displaystyle L(p,q)} isomorf is met de cyclische groep {\displaystyle \mathbb {Z} /p\mathbb {Z} }, zodat {\displaystyle L(p_{1},q_{1})} en {\displaystyle L(p_{2},q_{2})} nooit homotopie-equivalent (en a fortiori niet homeomorf) zijn als {\displaystyle p_{1}\neq p_{2}}.
De ruimten {\displaystyle L(p,q_{1})} en {\displaystyle L(p,q_{2})} zijn homotopie-equivalent als en slechts als {\displaystyle q_{1}q_{2}} of zijn tegengestelde congruent is met een kwadraat modulo {\displaystyle p}:
{\displaystyle \exists x,\pm q_{1}q_{2}\equiv x^{2}\ ({\hbox{mod}}\,p)}
De ruimten {\displaystyle L(p,q_{1})} en {\displaystyle L(p,q_{2})} zijn slechts homeomorf als en slechts als {\displaystyle q_{1}q_{2}} of zijn tegengestelde, of {\displaystyle q_{1}q_{2}^{-1}} of zijn tegengestelde, congruent is met één modulo {\displaystyle p}:
{\displaystyle \pm q_{1}q_{2}\equiv 1\ ({\hbox{mod}}\,p)\vee \pm q_{1}\equiv q_{2}\ ({\hbox{mod}}\,p)}

### Voorbeelden
{\displaystyle L(5,1)} is niet homotopie-equivalent met {\displaystyle L(5,2)}, hoewel beide ruimten dezelfde fundamentaalgroep hebben, want {\displaystyle 1.2\equiv 2} en {\displaystyle -1.2\equiv 3} zijn geen kwadraten modulo 5.
{\displaystyle L(7,1)} is weliswaar homotopie-equivalent met {\displaystyle L(7,2)}, maar deze twee ruimten zijn niet homeomorf met elkaar. De homotopie-equivalentie volgt uit het feit dat {\displaystyle 1.2\equiv 3^{2}} modulo 7.

## Hogere dimensies
Men kan in bovenstaande definitie {\displaystyle \mathbb {C} \times \mathbb {C} =\mathbb {C} ^{2}} vervangen door {\displaystyle \mathbb {C} ^{n}}. Voor geschikte natuurlijke getallen {\displaystyle p,q_{1},\ldots q_{n-1}} (geen enkele {\displaystyle q_{i}} heeft een deler met {\displaystyle p} gemeen) definieert men op gelijkaardige wijze als hierboven een quotiënttopologie van de {\displaystyle (2n-1)}-sfeer, en noemt haar de Lensruimte {\displaystyle L(p,q_{1},\ldots ,q_{n-1})}.